# Scala di valutazione globale del funzionamento
La Scala di valutazione globale del funzionamento  o Global Assessment of Functioning (GAF) è una scala numerica utilizzata da medici e specialisti della salute mentale per valutare soggettivamente il funzionamento sociale, occupazionale e psicologico di un individuo, in risposta ai vari problemi nella vita. I punteggi vanno da 100 (funzionamento estremamente elevato) a 1 (gravemente compromesso).
La scala era inclusa nel DSM-IV, ma è stata sostituita nel DSM-5 con la scala WHODAS (WHO Disability Assessment Schedule), cheè costituita da un sondaggio o un'intervista con 12 articoli dettagliati. 
La WHODAS dovrebbe essere più dettagliato e obiettivo di una singola impressione globale, mentre il vantaggio principale della GAF sarebbe la sua brevità.

## Storia
I punteggi della scala GAF sono stati utilizzati comunemente dalla Veterans Benefits Administration (VBA) per aiutare a determinare i livelli di disabilità nei disturbi psichiatrici connessi al servizio militare. Il valore probatorio dato ai punteggi GAF è diminuito dalla pubblicazione del 2013 del Manuale diagnostico e statistico dei disturbi mentali. La Quinta edizione (DSM-5) ha eliminato i punteggi GAF dalla nosologia del Manuale perché i punteggi GAF non hanno dimostrano una buona affidabilità o validità del costrutto.

## Scala GAF
| Intervallo di punteggio | Condizione del soggetto |
| ----------------------- | --- |
| 91 - 100                | Nessun sintomo. Il funzionamento superiore in una vasta gamma di attività, i problemi della vita non sembrano mai sfuggire di mano, è ricercato dagli altri a causa delle sue molte qualità positive. [Si noti che questo intervallo non è incluso in alcune versioni di GAF] |
| 81 - 90                 | Sintomi assenti o minimi (ad esempio, lieve ansia prima di un esame), buon funzionamento in tutte le aree, interessati e coinvolti in una vasta gamma di attività, socialmente efficaci, generalmente soddisfatti della vita, non più di problemi o preoccupazioni quotidiane. |
| 71 - 80                 | Se i sintomi sono presenti, sono reazioni transitorie e prevedibili a fattori di stress psicosociali (ad esempio, difficoltà di concentrazione dopo discussioni familiari); non più che una leggera compromissione del funzionamento sociale, professionale o scolastico (ad esempio, un ritardo temporaneo nei compiti scolastici). |
| 61 - 70                 | Alcuni sintomi lievi (p. Es., Umore depresso e insonnia lieve) o qualche difficoltà nel funzionamento sociale, professionale o scolastico (p. Es., Assenze occasionali o furto all'interno della famiglia), ma in genere funzionano abbastanza bene, hanno alcune relazioni interpersonali significative . |
| 51 - 60                 | Sintomi moderati (p. Es., Affetto piatto e linguaggio circoscrizionale, attacchi di panico occasionali) o moderata difficoltà nel funzionamento sociale, lavorativo o scolastico (p. Es., pochi amici, conflitti con colleghi o familiari). |
| 41 - 50                 | Sintomi gravi (ad esempio, ideazione suicidaria, gravi rituali ossessivi, frequenti taccheggio) o qualsiasi grave compromissione sociale, lavorativo, o il funzionamento della scuola (ad esempio, non ha amici, incapace di mantenere un posto di lavoro, può non funzionare). |
| 31 - 40                 | Qualche compromissione del test o della comunicazione della realtà (ad esempio, il linguaggio è a volte illogico, oscuro o irrilevante) o grave compromissione in diverse aree, come lavoro o scuola, relazioni familiari, giudizio, pensiero o umore (ad esempio, depresso l'adulto evita gli amici, trascura la famiglia e non è in grado di lavorare; il bambino picchia spesso i bambini più piccoli, è provocatorio a casa e non riesce a scuola). |
| 21 - 30                 | Il comportamento è considerevolmente influenzato da delusioni o allucinazioni o gravi compromissioni, nella comunicazione o nel giudizio (ad es., A volte incoerenti, atti gravemente inappropriati, preoccupazioni suicide) o incapacità di funzionare in quasi tutte le aree (ad es., Rimane a letto tutto il giorno, no lavoro, casa o amici) |
| 11 - 20                 | Qualche pericolo di ferire se stessi o gli altri (ad es. Tentativi di suicidio senza una chiara aspettativa di morte; frequentemente violenta; eccitazione maniacale) o occasionalmente non riesce a mantenere un'igiene personale minima (ad es. Strisci di feci) o grave compromissione della comunicazione (ad es. incoerente o muto). |
| 1 - 10                  | Pericolo persistente di ferire gravemente sé stesso o gli altri (ad esempio, violenza ricorrente) o incapacità persistente di mantenere un'igiene personale minima o un atto suicida grave con chiara aspettativa di morte. |
| 0                       | Informazioni inadeguate |